# Molophilus cingulipes
Molophilus cingulipes är en tvåvingeart som beskrevs av Alexander 1927. Molophilus cingulipes ingår i släktet Molophilus och familjen småharkrankar. Inga underarter finns listade i Catalogue of Life.